# Want U Back
Want U Back è il terzo singolo della cantante inglese Cher Lloyd, pubblicato il 19 febbraio 2012 dall'etichetta discografica Syco Music. Il singolo, un duetto con il rapper statunitense Astro, è il terzo ad essere estratto dall'album di debutto della cantante, Sticks and Stones, uscito a novembre 2011. La partecipazione di Astro è tuttavia limitata al remix di Want U Back, ossia la versione che è stata commercializzata. Il brano è stato scritto da Shellback, Savan Kotecha e Astro e prodotto da Shellback. Want U Back ha raggiunto la posizione numero 18 in Irlanda e la 25 nel Regno Unito.
Nel brano la cantante fa uso dell'Auto-Tune.

## Il video musicale
Il video di Want U Back è stato pubblicato sul canale VEVO della cantante il 6 gennaio 2012. Quest'ultima ha inoltre registrato una versione acustica del brano, che è stata caricata su YouTube il 15 dicembre 2011. La canzone è stata scelta come singolo di lancio della cantante nel mercato discografico americano, venendo estratta come singolo il 22 maggio 2012 e senza il featuring di Astro. È stata pubblicata anche una nuova versione del video realizzata esclusivamente per il pubblico statunitense e neozelandese.

## Tracce
EP digitale
1. Want U Back - 3:43
2. Want U Back (Radio Edit) - 3:33
3. Want U Back (Versione acustica) - 3:29
4. Want U Back (Cahill Remix) - 5:52
5. Want U Back (Pete Phantom Remix) - 3:55

## Classifiche
| Classifica (2012) | Posizione massima |
| ----------------- | ----------------- |
| Australia         | 69                |
| Canada            | 14                |
| Irlanda           | 18                |
| Nuova Zelanda     | 3                 |
| Regno Unito       | 25                |
| Stati Uniti       | 12                |